# Lawe
La Lawe è un fiume francese della regione Alta Francia, un affluente della Lys e un subaffluente quindi della Schelda.

## Geografia
La Lawe nasce a Rocourt en l'Eau, quartiere di Magnicourt-en-Comte (Passo di Calais), passa per La Comté, Beugin, Houdain, Bruay-la-Buissière, Béthune, Essars, Locon, La Couture, Vieille-Chapelle, Lestrem e confluisce nella Lys, alla sua riva destra, a livello di La Gorgue, dopo un percorso di 41,1 chilometri.

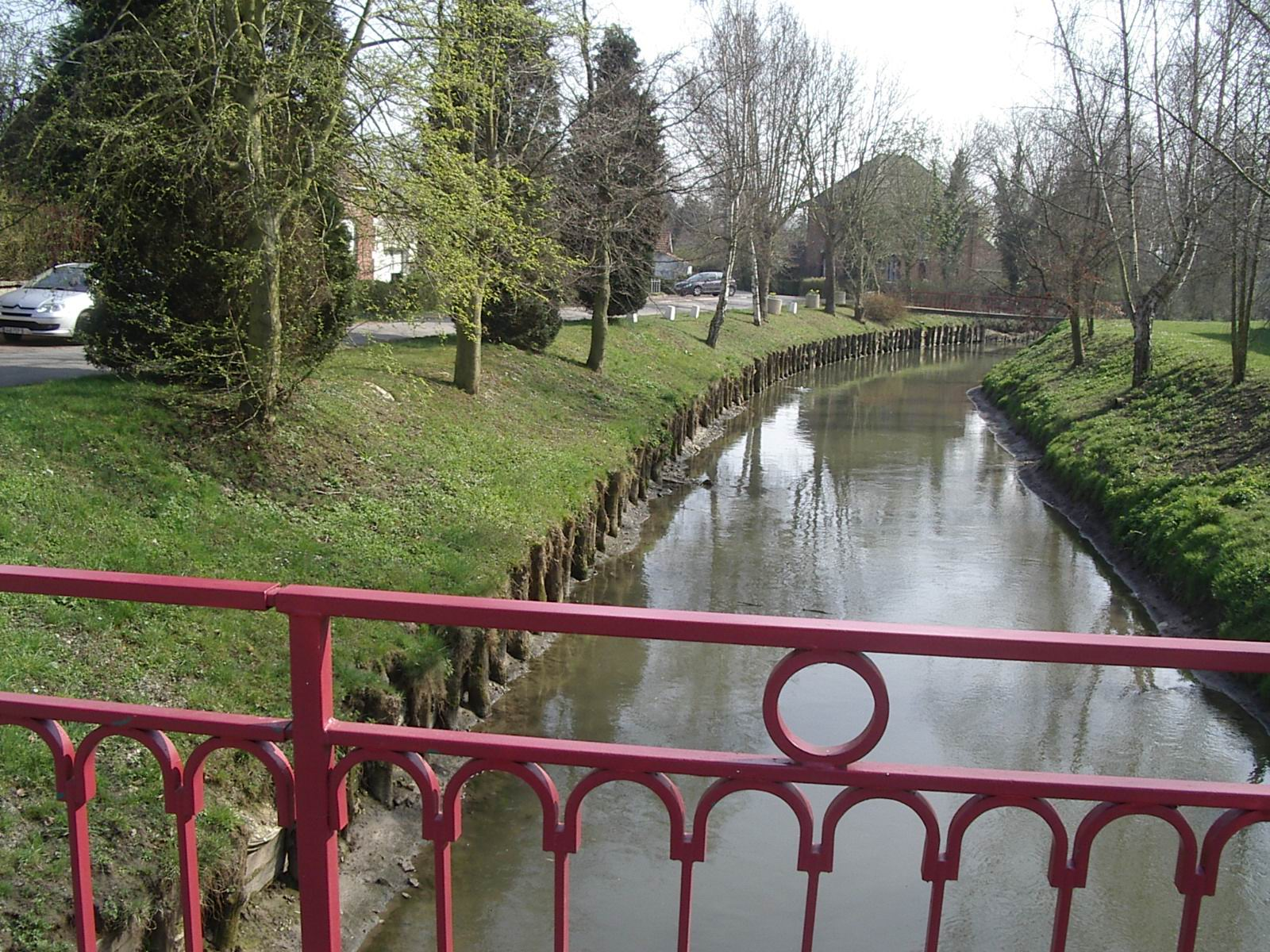
La Lawe a Vieille-Chapelle.

Il suo nome potrebbe provenire dalla radice idronimica prelatina Ava. La Lawe è in effetti stata chiamata L'Awe e anche L'Awiette.

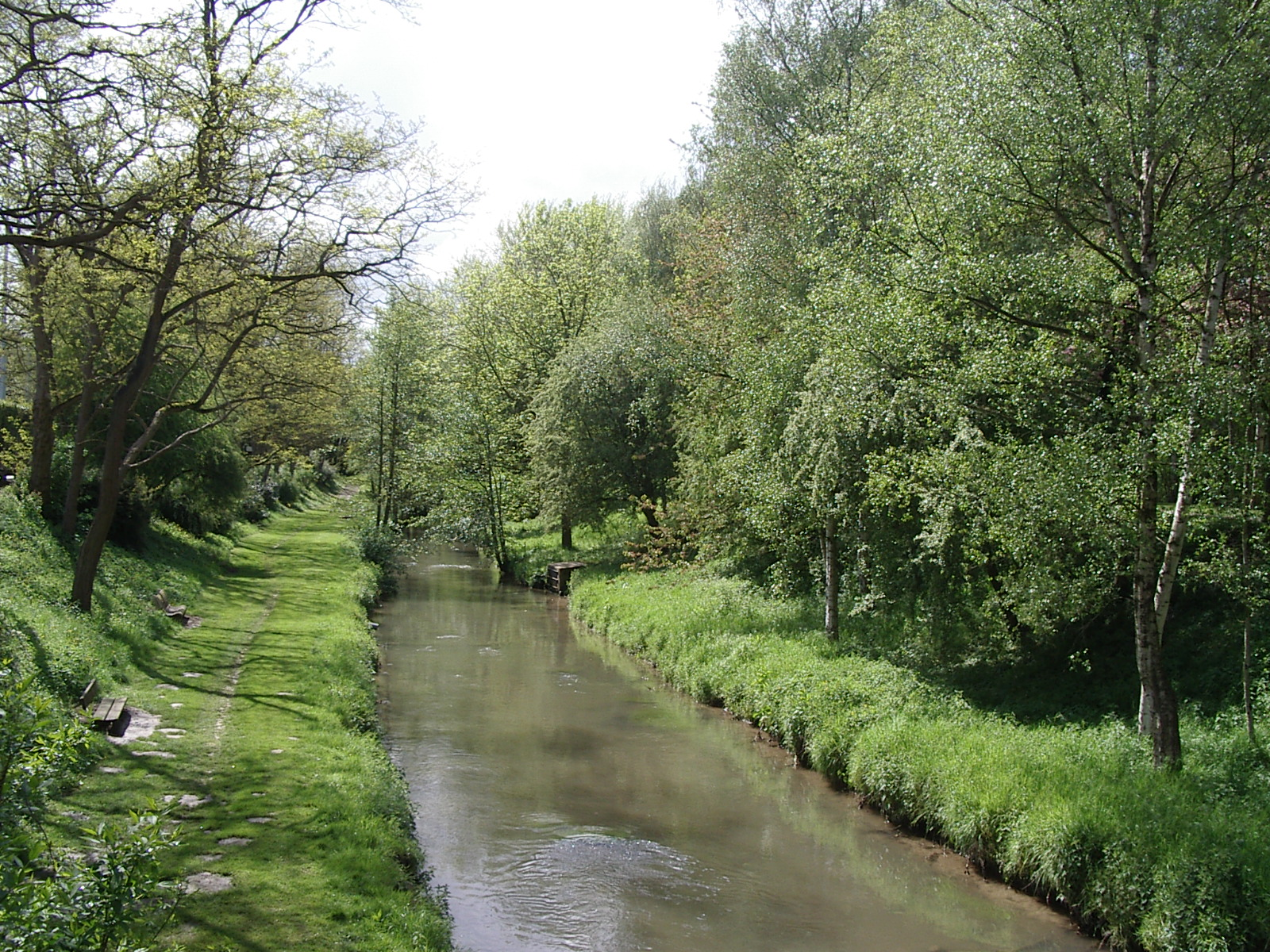
La Lawe a Bruay-la-Buissière.

La Lawe fu classificata navigabile fino a dopo la seconda guerra mondiale, ma è sempre rimasta a uno stadio arcaico di canalizzazione con due chiuse, due pertuis e una paleo-chiusa, quest'ultima trovandosi molto vicina alla sua confluenza con la Lys, a La Gorgue, e perfettamente visibile. La presenza di quest'opera arcaica molto ben conservata fa della Lawe un fiume particolarmente interessante per gli archeologi nautici.

## Veri e falsi affluenti
La Lawe ha degli affluenti: la Brette, la Bajuelle, la Biette, la Blanche, il Turbeauté, il Courant de la Goutte, il Fossé des Barizeaux e la Loisne.
La Blanche non è a dire il vero un affluente, ma la separazione del fiume in due corsi d'acqua, dopo il mulino di Gosnay. Questo corso d'acqua, scavato da mani umane, serviva in gran parte all'alimentazione d'acqua delle fortificazioni di Béthune, fino alla fine del XIX secolo.

La Blanche si unisce attualmente alla Lawe all'altezza del mulino di Annezin. Dopo la distruzione delle fortificazioni di Béthune, essa faceva ancora una incursione in questa città, descrivendo un'ampia ansa, e spazzando al suo passaggio durante gli anni gli scarti dei mattatoi di Béthune. Dopo la chiusura dei mattatoi, i terreni che essa attraversava a valle della città sono stati sistemati. Il corso del fiume è stato deviato per raggiungere più rapidamente la Brette.
Il Turbeauté è un corso d'acqua che si forma nella palude dei comuni di Annezin e di Fouquereuil. Esso è alimentato dall'acqua dei pozzi artesiani della palude. Il Turbeauté arriva alla Lawe dopo un percorso di circa 2 chilometri. Nel XVIII secolo, vi era un corso più lungo e più libero. Esso assicurava la protezione del castello dei signori di Annezin e non raggiungeva la Lawe che dopo molti chilometri, verso il villaggio di Locon. Ma nel XIX secolo, il proprietario del castello, M. Bartier, deviò il corso d'acqua nel letto che esso occupa oggi.

### Inondazioni
Nel 2016, il fiume è uscito dal suo letto due volte di seguito, dando luogo a inondazioni in tutto il Bruaysis. Questi problemi di inondazioni sono dovuti allo spostamento del corso d'acqua dai bacini carboniferi del Nord e del Passo di Calais nel 1920 per problemi di salubrità e perché l'estrazione del carbone ha provocato degli avvallamenti di terreno a Bruay-La-Buissière che era divenuto una conca favorevole alle inondazioni. Altre inondazioni avevano già avuto luogo negli anni 1993, 1994 e 1995.